# رام بهادر بومجون
رام بهادر بومجون (سانسکریت: राम बहादुर बम्जन) متولد ۹ آوریل ۱۹۹۰ است، او به خاطر زهد و عبادت بیش از حد خود مورد توجه رسانه‌ها و به بودا جدید ملقب شده‌است. او هم‌اکنون مورد اتهام خشونت وتجاوز به عنف نیز است.

## پسر بودا
اوایل مراقبت های چند ساله در محل زندگی خود و فراگیر شدن اسم رام بهادر بومجون بعد از اهالی روستا، خبرنگاران به آن لقبت پسر بودا (به نگلیسی Buddha Boy) را دادند که بعد ها خود رام بهادر با نشست با یکی از بزرگان روستا و محل زندگی خود تاکید کرد که صلاحیت این لقب را ندارد.